# Mathias Morris
Mathias Morris (* 12. September 1787 in Hilltown, Bucks County, Pennsylvania; † 9. November 1839 in Doylestown, Pennsylvania) war ein US-amerikanischer Politiker. Zwischen 1835 und 1839 vertrat er den Bundesstaat Pennsylvania im US-Repräsentantenhaus.

## Werdegang
Mathias Morris besuchte die öffentlichen Schulen in Newtown und in Doylestown. Nach einem anschließenden Jurastudium und seiner 1809 erfolgten Zulassung als Rechtsanwalt begann er in Newtown in diesem Beruf zu arbeiten. Im Jahr 1819 war er stellvertretender Generalstaatsanwalt. In den 1820er Jahren schloss er sich der Bewegung gegen den späteren Präsidenten Andrew Jackson an und wurde Mitglied der kurzlebigen National Republican Party sowie danach der in den 1830er Jahren gegründeten Whig Party. Zwischen 1828 und 1833 gehörte er dem Senat von Pennsylvania an.
Bei den Kongresswahlen des Jahres 1834 wurde Morris im sechsten Wahlbezirk von Pennsylvania in das US-Repräsentantenhaus in Washington, D.C. gewählt, wo er am 4. März 1835 die Nachfolge von Robert Ramsey antrat. Nach einer Wiederwahl konnte er bis zum 3. März 1839 zwei Legislaturperioden im Kongress absolvieren. Ab 1837 war er Vorsitzender des Ausschusses zur Kontrolle der Ausgaben des Außenministeriums. Im Jahr 1838 wurde er nicht wiedergewählt. Mathias Morris starb am 9. November 1839 in Doylestown.